# 5439 Couturier
5439 Couturier este o planetă minoră (asteroid), cu un diametru de 22,099 km, din centura de asteroizi. A fost descoperită pe 14 septembrie 1990 la Observatorul Palomar de Henry E. Holt. 
Obiectul prezintă o orbită caracterizată de o semiaxă mare de 3,9451007 UAi, o excentricitate de 0,16, o înclinație de 1,23354 ° în raport cu ecliptica.